# Thundorf in Unterfranken
Pour les articles homonymes, voir Thundorf.
Thundorf est une commune de Bavière (Allemagne), située dans l'arrondissement de Bad Kissingen, dans le district de Basse-Franconie.

## Personnalités liées à la ville
- Jürgen Wiener (1959-), historien né à Rothhausen.